# Arena Rap
Arena Rap — дебютний міні-альбом американського репера Yelawolf, виданий лейблом Ghet-O-Vision Entertainment 28 грудня 2009 р.

## Тексти
У «Back to Bama» та інших піснях згадано рідний штат виконавця, Алабаму. «All Aboard» закликає без коливань використовувати можливості, що їх надає життя. На «Come on Over» репер звертається до свого минулого, зокрема згадує проблеми з алкоголем та наркотиками. «Gone» є типовою піснею для вечірок.

## Обкладинка
На обкладинці платівки зображено випалений контур оленя з написом «Yelawolf». У нижній частині можна помітити напис «Arena Rap EP» коричневим. Саме тло стилізовано під дерево.

## Список пісень
| № | Назва            | Тривалість |
| - | ---------------- | ---------- |
| 1 | «Back to Bama»   | 4:20       |
| 2 | «Candy & Dreams» | 4:14       |
| 3 | «Enjoy the View» | 4:11       |
| 4 | «All Aboard»     | 4:24       |
| 5 | «Come on Over»   | 3:23       |
| 6 | «Stage Lights»   | 3:32       |
| 7 | «Gone»           | 4:10       |

Семпли
- На «Come on Over» як семпл використано «Down the Line» у вик. Хосе Ґонзалеза.
- «Gone» інтерполює «The Breakup Song (They Don't Write 'Em)» у вик. The Greg Kihn Band.